# Інкогніто
Інко́гніто (лат. in-cogito — придумувати, обманювати; лат. In-cognitus — неопізнаний, невідомий; прихований італ. Incognito) — таємно, не розкриваючи свого імені, під вигаданим ім'ям (наприклад, «приїхати інкогніто»). Також означає особу, зазвичай офіційну, яка приховує (не зі злочинною метою) своє справжнє ім'я, живе, виступає під вигаданим ім'ям.
В історії відомі випадки, коли особи королівської крові використовували інкогніто для того, щоб вирішувати свої приватні справи, не розголошуючи їх. Наприклад, королева Нідерландів Вільгельміна в разі інкогніто використовувала ім'я «графиня Бурен».
Окремими випадками використання є псевдоніми та нікнейми.
У сучасному світі відомі випадки, коли діти публічних людей використовують інші прізвища, щоб слава батьків не впливала на їхню долю.

Інкогніто режим (режим приватного перегляду вебсторінок) збереже дії в таємниці від інших людей, які мають доступ до цього комп'ютера, крім особи, яка діє в режимі інкогніто. Рекомендується використовувати цей режим для відвідування сайтів з авторизацією, вхід на які відбувається не з особистого комп'ютера або в громадському місці. Таким чином можливо уникнути витоку введених логінів і паролів стороннім особам.